# Halle Open 2004
L'Halle Open 2004 è stato un torneo di tennis giocato sull'erba.
È stata la 12ª edizione dell'Halle Open, che faceva parte della categoria International Series nell'ambito dell'ATP Tour 2004.
Si è giocato all'Halle Stadion di Halle in Germania, dal 7 al 14 giugno 2005.

## Campioni

### Singolare
Roger Federer ha battuto in finale  Mardy Fish con il punteggio di 6–0, 6–3

### Doppio
Leander Paes /  David Rikl hanno battuto in finale  Tomáš Cibulec /  Petr Pála con il punteggio di 6–2, 7–5